# Блоу, Джон
Джон Блоу (англ. John Blow; 1649, Ньюарк-он-Трент — 1 октября 1708, Лондон) — английский барочный композитор и органист.

## Биография
Блоу, вероятнее всего, родился в городке Ньюарк-он-Трент графства Ноттингемшир. Дата его рождения точно не известна. Крещён он был 23 февраля 1649 года, и рождение его состоялось, скорее всего, незадолго до этого.
Незаурядный композиторский талант Блоу проявился очень рано: многие его юношеские сочинения вошли в сборник Клиффорда «Церковные службы» (англ. Divine Services). В 1660 стал певчим Королевской капеллы, а вскоре — её регентом (июнь 1674). Был включен в число органистов при капелле. В 1668 назначен органистом в Вестминстерское аббатство, но в 1679 эта должность перешла от Блоу к Пёрселлу. Когда его великий ученик неожиданно умер (1695), Блоу вернулся в аббатство, где прослужил до конца жизни. В 1687—1702 был регентом в соборе Св. Павла.
В его наследии более ста хоралов, музыка для церковных служб, сочинения для клавесина, писал музыку к песням Томаса д’Эрфея; он написал одно произведение для сцены — оперу Венера и Адонис.
Среди его учеников есть имена Уильяма Крофта, Джереми Кларка, Генри Пёрселла.